# Cédric Meilleur
Cédric Meilleur (12 marzo 1976) è un ex sciatore alpino francese.

## Biografia
Meilleur, originario di Villard-sur-Doron, esordì in Coppa Europa il 10 dicembre 1995 in Val Gardena in discesa libera (46º) e in Coppa del Mondo il 30 dicembre 1997 a Bormio nella medesima specialità (44º). In Coppa del Mondo ottenne il miglior piazzamento il 22 febbraio 2003 a Garmisch-Partenkirchen in discesa libera (11º) e prese per l'ultima volta il via il 31 gennaio 2004 nelle medesime località e specialità, senza completare la prova; si ritirò al termine di quella stessa stagione 2003-2004 e la sua ultima gara fu una discesa libera FIS disputata il 17 marzo a Les Carroz/Flaine e chiusa da Meilleur al 12º posto. Non prese parte a rassegne olimpiche o iridate.

## Palmarès

### Coppa del Mondo
- Miglior piazzamento in classifica generale: 111º nel 2003

### Coppa Europa
- Miglior piazzamento in classifica generale: 39º nel 2003

### Campionati francesi
- 1 medaglia:
  - 1 bronzo (discesa libera nel 2002)